# Ma Yanhong
Ma Yanhong (förenklad kinesiska: 马燕红; traditionell kinesiska: 馬燕紅; pinyin: Mǎ Yànhóng), född den 5 juli 1963 i Peking, Kina, är en kinesisk gymnast.
Hon tog OS-guld i barr och OS-brons i lagmångkampen i samband med de olympiska gymnastiktävlingarna 1984 i Los Angeles.